# Alphonse Guérin
Alphonse François Marie Guérin (født 9. august 1817 i Ploërmel, Morbihan, død 21. februar 1895 i Paris) var en fransk kirurg.
Guérin studerede i Paris, blev interne 1840, anatomisk assistent 1843, tog doktorgraden 1847 med en afhandling De la fièvre purulente. Han var derefter prosektor 1849—53 og hospitalskirurg 1850 og blev overkirurg ved Saint-Louis 1863 og ved Hôtel-Dieu 1872. Han skrev Mémoire sur les rétrécissements de l'urèthre (1857), og den senere ofte udgivne Traité de chirurgie opératoire (1855), Maladies des organes génito-externes de la femme (1864). Guérins berømmelse skyldes blandt andet hans teori om septikæmiens genese ved levende småorganismer i luften, en doktrin, som han oprindelig var kommet ind på i sin these, i hvilken han hævdede, at en miasmatisk forgiftning var årsagen til en purulent infektion. I 1870, da hospitalerne var overfyldte med sårede, slog den uhyre dødelighed blandt de opererede ham, og Guérin mente da, at miasmerne kunne være lignende smålegemer, som de, Pasteur havde påvist i luften, og for at undgå dem, indførte han, med held, en forbinding med vat. Han fremlagde 1878 denne opfindelse, et af de første stadier af den moderne vatforbinding, i Akademiet, af hvilket han var blevet medlem 1868, og hvis præsident han var fra 1881. Metoden skildrede han i Du pansement ouaté et de son application à la thérapeutique chirurgicale (1885).